# Rene Ramirez
Rene A. Ramirez RCJ (ur. 29 marca 1969 w Gapan) – filipiński duchowny katolicki, biskup pomocniczy Melbourne od 2025.

## Życiorys
Święcenia kapłańskie przyjął 27 czerwca 1998 w Zgromadzeniu Księży Rogacjonistów Serca Jezusowego. Początkowo pracował przy zakonnym seminarium w Cavite, a następnie został kierownikiem Saint Hannibal Rogate Center. W 2015 został proboszczem parafii w australijskim Maidstone, a w 2023 objął probostwo w Shepparton.
8 listopada 2024 papież Franciszek mianował go biskupem pomocniczym archidiecezji Melbourne oraz biskupem tytularnym Mauriana. Sakry udzielił mu 1 lutego 2025 arcybiskup Peter Comensoli.